# Comunicação ambiental

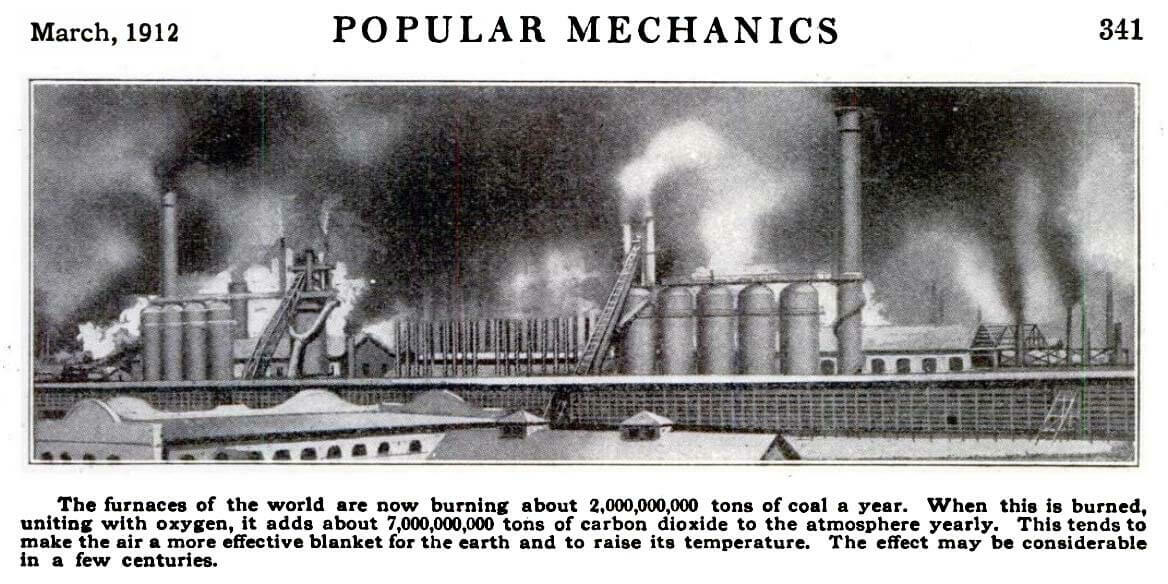
O efeito estufa e seu impacto na mudança climática foram descritos sucintamente neste artigo da Popular Mechanics de 1912, destinado à leitura do público em geral.

A comunicação ambiental é "a disseminação de informações e a implementação de práticas de comunicação relacionadas ao meio ambiente. No início, a comunicação ambiental era uma área restrita de comunicação; hoje em dia, no entanto, é um campo amplo que inclui pesquisas e práticas sobre como diferentes atores (por exemplo, instituições, estados, pessoas) interagem em relação a tópicos relacionados ao meio ambiente e como os produtos culturais influenciam a sociedade em relação às questões ambientais".
A comunicação ambiental também inclui as interações humanas com o meio ambiente. Isso inclui uma ampla gama de interações possíveis, desde comunicação interpessoal e comunidades virtuais até tomada de decisão participativa e cobertura da mídia ambiental. Da perspectiva da prática, Alexander Flor define comunicação ambiental como a aplicação de abordagens, princípios, estratégias e técnicas de comunicação à gestão e proteção ambiental.

## História
A comunicação ambiental, rompendo com a teoria retórica tradicional, surgiu nos Estados Unidos por volta da década de 1980. Pesquisadores começaram a estudar a comunicação ambiental como uma teoria independente por causa da maneira como os ativistas ambientais usavam imagens e palavras para persuadir seu público. Desde então, a teoria da comunicação ambiental atingiu vários marcos, incluindo a criação de um periódico de comunicação ambiental em 2007.

## Na academia
Como um campo acadêmico, a comunicação ambiental surgiu do trabalho interdisciplinar envolvendo comunicação, estudos ambientais, ciência ambiental, análise e gestão de risco, sociologia e ecologia política.
Em seu compêndio de 2004, Alexander Flor considera a comunicação ambiental um elemento significativo nas ciências ambientais, que ele acredita serem transdisciplinares. Ele começa seu livro sobre comunicação ambiental com a seguinte declaração: "o ambientalismo como o conhecemos hoje começou com a comunicação ambiental. O movimento ambientalista foi aceso pela faísca da caneta de um escritor, ou mais específica e precisamente, da máquina de escrever de Rachel Carson". De acordo com Flor, a comunicação ambiental tem seis fundamentos: conhecimento das leis ecológicas; sensibilidade à dimensão cultural; capacidade de fazer networking de forma eficaz; eficiência no uso da mídia para definição de agenda social; apreciação e prática da ética ambiental; e resolução de conflitos, mediação e arbitragem. Em um livro anterior publicado em 1993, Flor e o colega Ely Gomez exploram o desenvolvimento de um currículo de comunicação ambiental a partir das perspectivas de participantes do governo, do setor privado e da academia.
O papel da comunicação ambiental na educação e na academia centra-se em objetivos através da pedagogia. Estes visam tentar aumentar a conscientização ecológica, apoiar uma variedade de formas de aprendizagem baseadas na prática e construir um relacionamento de defensores da mudança ambiental.
Em geral, o ceticismo ambiental é um desafio crescente para a retórica ambiental.

## Tecnologia da Informação e Comunicação Ambiental
Os avanços tecnológicos potencializados pelo surgimento da internet também estão contribuindo para problemas ambientais. Poluição do ar, chuva ácida, aquecimento global e a redução de fontes naturais também são resultados de tecnologias online. A Netcraft argumentou que no mundo há 7.290.968 computadores voltados para a web, 214.036.874 nomes de domínio exclusivos e 1.838.596.056 sites que levam a um consumo significativo de energia. Portanto, noções como "Sites verdes" surgiram para ajudar a lidar com esse problema. "Sites verdes" estão "associados a políticas favoráveis ao clima e visam melhorar o habitat natural da Terra. Fontes renováveis, o uso da cor preta, e o destaque das notícias ambientais são algumas das maneiras mais fáceis e baratas de contribuir positivamente para as questões climáticas". O termo acima mencionado está sob o guarda-chuva da "TI verde", que visa limitar as pegadas de carbono, o consumo de energia e beneficiar o desempenho da computação.
A tecnologia da informação e comunicação, também denominada TIC, tem uma quantidade expressiva de impactos ambientais por meio de diferentes tipos de descarte de dispositivos e equipamentos que foram retratados como liberando gases nocivos e ondas Bluetooth na atmosfera, os quais aumentam as emissões de carbono. Mas isso também mostrou que a tecnologia tem sido usada para minimizar o uso de energia, visto que a sociedade sempre quer novas tecnologias, não importa se o seu uso afeta negativamente o meio ambiente; mas a TIC tem se aprimorado no sentido de criar uma tecnologia que seja mais benéfica para o meio ambiente, ao mesmo tempo em que atende as demandas por comunicação da sociedade.

## Ação simbólica

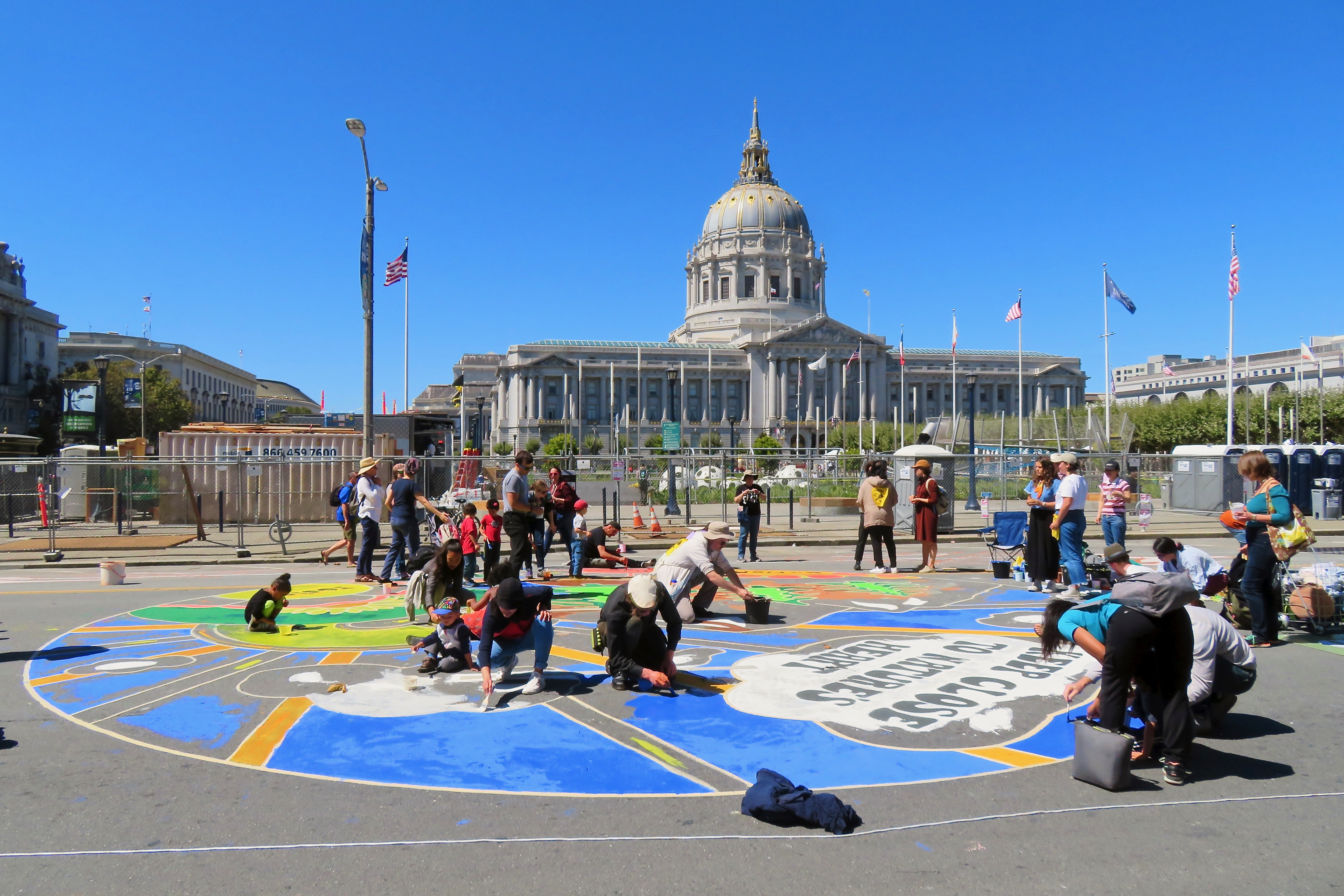
Ativismo pacífico de ação climática mostrando uma forma de comunicação ambiental

A comunicação ambiental também é um tipo de ação simbólica que serve a duas funções: a comunicação humana ambiental é pragmática porque ajuda indivíduos e organizações a atingir objetivos e fazer coisas por meio da comunicação. Exemplos incluem educar, alertar, persuadir e colaborar. Mas a comunicação humana ambiental também é constitutiva, porque ajuda a moldar a compreensão humana sobre questões ambientais, sobre si mesmas, e da natureza. Exemplos incluem valores, atitudes e ideologias em relação à natureza e às questões ambientais.
No livro Pragmatic Environmentalism: Towards a Rhetoric of Eco-Justice, o filósofo ambiental Shane Ralston critica a função pragmática da comunicação ambiental de Cox por ser muito superficial e instrumental, recomendando, em vez disso, um relato mais profundo emprestado do pragmatismo: "[u]'a maneira ainda melhor de ir além de uma concepção de retórica pragmática como instrumentalismo superficial e aprofundar o significado de pragmático[...] é olhar, em vez disso, para outros ricos recursos do pragmatismo filosófico, por exemplo, para seu falibilismo, experimentalismo e melhorismo".
A comunicação ambiental da natureza ocorre quando as plantas realmente se comunicam dentro dos ecossistemas: "uma planta ferida em uma folha por um inseto mordiscador, pode alertar suas outras folhas para começar respostas de defesa antecipatórias". Além disso, "biólogos de plantas descobriram que quando uma folha é comida, ela avisa outras folhas usando alguns dos mesmos sinais que os animais". Os biólogos estão "começando a desvendar um mistério de longa data sobre como diferentes partes de uma planta se comunicam entre si".
Todos os seres estão ligados pela Teoria dos Sistemas, que afirma que uma das três funções críticas dos sistemas vivos é a troca de informações com o seu ambiente e com outros sistemas vivos (sendo as outras duas a troca de materiais e a troca de energia). Flor estende esse argumento, dizendo: "Todos os sistemas vivos, do mais simples ao mais complexo, são equipados para desempenhar essas funções críticas. Eles são chamados críticos porque são necessários para a sobrevivência do sistema vivo. Comunicação nada mais é do que a troca de informações. Portanto, em seu sentido mais amplo, a comunicação ambiental é necessária para a sobrevivência de todo sistema vivo, seja um organismo, um ecossistema ou (mesmo) um sistema social".
A comunicação ambiental desempenha um papel integral na ciência da sustentabilidade, ao pegar conhecimento e colocá-lo em ação. Como a comunicação ambiental é focada em práticas cotidianas de falar e colaborar, ela tem um profundo entendimento da discussão pública de política ambiental, algo que a ciência da sustentabilidade tem deficiência. A ciência da sustentabilidade requer cooperação entre as partes interessadas e, portanto, requer comunicação construtiva entre essas partes interessadas para criar uma mudança sustentável.

## Limitações
Robert Cox é um líder na disciplina de comunicação ambiental e seu papel na esfera pública. Cox aborda a importância da comunicação ambiental e o papel que ela desempenha nos processos de formulação de políticas, campanhas de advocacy, jornalismo e movimentos ambientais. Algo que Cox ignora na importância de Environmental communication in the Public Sphere ("Comunicação ambiental na esfera pública") é o papel da comunicação visual e auditiva, da mídia eletrônica e digital e, talvez o mais gritante, da cultura popular. Junto com as limitações mencionadas acima, a mídia desempenha um papel importante na conversa sobre o meio ambiente por causa do efeito de enquadramento e do impacto que ela tem na percepção geral do meio ambiente e na discussão em torno dele. O enquadramento é algo que tem sido importante para muitos movimentos no passado, mas é mais do que apenas criar slogans e coisas do tipo. George Lakoff argumenta a favor de uma abordagem de movimento social semelhante ao movimento feminista ou ao movimento pelos direitos civis.
O campo da comunicação ambiental também enfrenta desafios, como ser silenciado e invalidado pelos governos. A comunicação ambiental, como muitas disciplinas, é desafiada por pessoas com pontos de vista opostos, que dificultam a disseminação de uma determinada mensagem. A comunicação ambiental, como muitos tópicos altamente polarizados, é propensa ao viés de confirmação, o que dificulta ter compromissos no mundo da formulação de políticas para a crise ambiental. Junto com o viés de confirmação, as câmaras de eco fazem praticamente a mesma coisa, e são discutidas por Christel van Eck, que diz com relação à comunicação ambiental, que as câmaras de eco podem reforçar percepções preexistentes sobre as mudanças climáticas, o que serve para dificultar o envolvimento em conversas reais sobre o tópico. Outra razão pela qual pode ser difícil comunicar sobre essas coisas, é que muitas pessoas tentam usar o raciocínio motivado direcional no qual tentam encontrar evidências para empurrar uma narrativa específica sobre o tópico. O efeito que isso teve na comunicação dessa ideia é examinado por Robin Bayes e outros, que dizem que pode ser muito prejudicial e divisivo. Uma das coisas que torna as narrativas ambientais tão perigosas, é que elas mudam com tanta frequência que é muito difícil manter a integridade das informações enquanto elas transitam. Segundo Miyase Christensen, isso faz com que a disseminação dessas narrativas possa ser perigosa.
A comunicação ambiental enfrenta uma variedade de desafios no ambiente político devido à polarização crescente. As pessoas frequentemente se sentem ameaçadas por argumentos que não se alinham com suas crenças (efeito bumerangue). Isso pode levar à reatância psicológica, contra-argumentação e ansiedade. Isso pode causar dificuldade em progredir na mudança política em relação a questões ambientais. Quando se trata da polarização crescente de movimentos em relação ao meio ambiente, algumas pessoas apontam para o impacto das campanhas de engajamento por causa do argumento de que o medo é contraproducente. Robert Brulle discute esse ponto, e pede uma mudança dessas campanhas de engajamento em direção à campanhas de desafio.
Na China, outra limitação do debate sobre o meio ambiente, é o fato de que há múltiplas agendas sendo definidas por diferentes grupos, e o fato de que elas são diferentes umas das outras. Junto com isso, a ideia de que esses dois grupos diferentes estão em algum tipo de discussão, é apresentada por Xiaohui Wang et. al.
Uma abordagem centrada na cultura foi sugerida por alguns como Debashish Munshi. Essas pessoas argumentam pela promulgação de mudanças com base no conhecimento de culturas mais antigas, no entanto, elas têm que existir de uma forma que não abuse do relacionamento entre as culturas mais antigas e a nossa atual, o que, de acordo com Munshi, torna muito difícil a sua promulgação.

## Teoria da comunicação ambiental
Para entender as maneiras pelas quais a comunicação ambiental exerce efeito sobre os indivíduos, pesquisadores partem do princípio que a visão de alguém sobre o meio ambiente molda suas visões de várias maneiras. O estudo geral da comunicação ambiental consiste na ideia de que a natureza "fala". Neste campo, existem teorias em um esforço para entender a base da comunicação ambiental.

### Discurso material-simbólico
Os pesquisadores consideram a comunicação ambiental como simbólica e material. Eles argumentam que o mundo material ajuda a moldar a comunicação, assim como a comunicação ajuda a moldar o mundo. A palavra ambiente, um símbolo primário na cultura ocidental, é usada para moldar entendimentos culturais do mundo material. Esse entendimento dá aos pesquisadores a capacidade de estudar como as culturas reagem ao ambiente ao seu redor.

#### Relações de mediação entre humanos e natureza
Os humanos reagem e formam opiniões com base no ambiente ao seu redor. A natureza desempenha um papel nas relações humanas. Esta teoria se esforça para fazer uma conexão entre as relações humanas e a natureza. Esta crença está no cerne da comunicação ambiental porque busca entender como a natureza afeta o comportamento e a identidade humana. Pesquisadores apontam que pode haver uma conexão feita com esta teoria e a fenomenologia.

##### Teoria Ativista Aplicada
É difícil evitar o "chamado para ação" quando se fala sobre comunicação ambiental porque está diretamente ligado a questões como mudança climática, animais ameaçados e poluição. Acadêmicos acham difícil publicar estudos objetivos neste campo. No entanto, outros argumentam que é seu dever ético informar o público sobre a mudança ambiental, ao mesmo tempo em que fornecem soluções para essas questões. Essa ideia de que pode ser prejudicial à reputação de um cientista oferecer opiniões ou soluções para o problema da mudança climática, foi promovida pela pesquisa feita por Doug Cloud, que fez descobertas que confirmam essa ideia.
Como a seção a seguir sugere, há muitas divisões de estudos e práticas no campo da comunicação ambiental, uma das quais é o marketing social e campanhas de advocacy. Embora este seja um tópico amplo, um aspecto fundamental de campanhas ambientais bem-sucedidas é a linguagem usada no material da campanha. Pesquisadores descobriram que quando indivíduos estão preocupados e interessados em ações ambientais, eles aceitam bem mensagens com linguagem assertiva; no entanto, indivíduos que estão menos preocupados e interessados em posições ambientais são mais receptivos a mensagens menos assertivas. Embora as comunicações sobre questões ambientais muitas vezes visem empurrar para a ação consumidores que já percebem a questão que está sendo promovida como importante, é importante que tais produtores de mensagens analisem seu público-alvo e adaptem as mensagens de acordo.
Embora haja algumas descobertas de que há um problema com cientistas defendendo certas posições, num estudo conduzido por John Kotcher e outros, foi descoberto que não havia diferença real entre a credibilidade dos cientistas, independentemente de sua defesa, a menos que eles tentassem diretamente argumentar em favor de uma solução específica para o problema.

## Áreas de estudo e prática
Segundo J. Robert Cox, o campo da comunicação ambiental é composto por sete grandes áreas de estudo e prática:
1. Retórica e discurso ambiental
2. Mídia e jornalismo ambiental
3. Participação pública na tomada de decisões ambientais
4. Marketing social e campanhas de advocacy
5. Colaboração ambiental e resolução de conflitos
6. Comunicação de risco
7. Representações da natureza na cultura popular e marketing verde

## Publicações

### Periódicos
Periódicos revisados por pares relacionadas à comunicação ambiental incluem:
- Applied Environmental Education and Communication ("Educação e Comunicação Ambiental Aplicada")
- Environmental Communication ("Comunicação Ambiental")

### Livros
- Anderson, Alison (1997). Media, Culture and the Environment. Londres: Routledge
- Anderson, Alison (2014). Media, Environment and the Network Society. Basingstoke: Palgrave
- Boykoff, Maxwell T (2019). Creative (Climate) Communications: Productive Pathways for Science, Policy and Society. London: Oxford University Press
- Corbett, Julia B (2006). Communicating Nature: How We Create and Understand Environmental Messages. Washington, D.C.: Island Press
- Cox, J. Robert (2010). Environmental Communication and the Public Sphere (2nd ed.). Thousand Oaks, CA: Sage Publishing
- Fletcher, C Vail & Jeanette Lovejoy (2018) Natural Disasters and Risk Communication: Implications of the Cascadia Subduction Zone Megaquake. Maryland: Lexington Books
- Flor, Alexander G (2004). Environmental Communication: Principles, Approaches and Strategies of Communication Applied to Environmental Management. Diliman, Quezon City, Philippines: University of the Philippines Open University
- Mathur, Piyush (2017). Technological Forms and Ecological Communication: A Theoretical Heuristic. Lanham, Maryland: Lexington Books
- Ralston, Shane (2013). Pragmatic Environmentalism: Towards a Rhetoric of Eco-Justice. Leicester: Troubador.
- Stephens, Murdoch (2018). Critical Environmental Communication: How Does Critique Respond to the Urgency of Climate Change. Maryland: Lexington Books

## Leituras adicionais
- Katz-Kimchi, Merav; Goodwin, Bernhard (3 de julho de 2015). «FORUM: Organizing and Integrating Knowledge about Environmental Communication». Environmental Communication. 9 (3): 367–369. doi:10.1080/17524032.2015.1042985
- Tema Milstein, "Environmental Communication Theories," em Stephen W. Littlejohn e Karen A. Foss (Eds.), Encyclopedia of Communication Theory, Thousand Oaks, CA: Sage, 2009, pp. 344–349. http://sk.sagepub.com/reference/communicationtheory/n130.xml
- Tema Milstein e Gabi Mocatta, "Environmental Communication Theory and Practice for Global Transformation: An Ecocultural Approach," em Yoshitaka Miike e Jing Yin (Eds.), The Handbook of Global Interventions in Communication Theory, Nova Iorque: Routledge, 2022, pp. 474–490. http://dx.doi.org/10.4324/9781003043348-35
- Harris, Usha Sundar (21 de julho de 2017). «Engaging communities in environmental communication». Pacific Journalism Review. 23 (1). 65 páginas. doi:10.24135/pjr.v23i1.211
- Comfort, Suzannah Evans; Park, Young Eun (3 de outubro de 2018). «On the Field of Environmental Communication: A Systematic Review of the Peer-Reviewed Literature». Environmental Communication. 12 (7): 862–875. doi:10.1080/17524032.2018.1514315